# 현주 (가수)
현주(본명: 김현주, 1969년 11월 29일 ~ )는 대한민국의 가수이다.
거주지는 천안시이다.

## 수상
- 2020년 제26회 대한민국 연예예술상 연예예술발전공로상

## 데뷔
- 2015년 1집 앨범 "사랑합니다 / 하늘 땅 만큼"

## 음반
- 2022년 보낼 수 없는 사랑
- 2020년 2집 박력있게 말해
- 2015년 1집 사랑합니다 / 하늘 땅 만큼